# Всеукраїнська Поштово-Телеграфна Спілка
Всеукраїнська Поштово-Телеграфна Спілка — професійна організація працівників поштових та телеграфних установ.
створена на всеукраїнському поштово-телеграфному з'їзді, що відбувся 2 — 4. 9. 1917 в Києві, всупереч намаганням Всеросійської Поштово-Телеграфної Спілки. З'їзд був підготований оргбюром, яке виникло в Києві на початку 1917 р.; заявивши про підтримку Української Центральної Ради, з'їзд просив її ввести до складу Ради своїх делеґатів; з'їзд підкреслив, що Спілка в національно-політичних справах має вести політику, самостійну від Всеросійської Спілки, й вимагав від Тимчасового Уряду рівноправности з російською профспілкою. Для керівництва Всеукраїнської поштово-телеграфної спілки, що незабаром дуже зросла, з'їзд обрав Головну Раду Спілки з 12 представників місцевих організацій. 
У січні-лютому 1918 р. спілка брала активну участь в антибільшовицькому спротиві. 
У травні 1918 Головна Рада Всеукраїнської поштово-телеграфної спілки вступила до Українського Національно-Державного Союзу, перетвореного в серпні на Український Національний Союз, і брала активну участь у повстанні проти гетьмана Павла Скоропадського. У січні 1919 р. 10 представників Спілки стали депутатами Трудового конгресу України.
Голова Головної ради - Захар Нечипуренко. Члени Головної ради: Іаан Федорів, Павло Смоляр, Іван Товстолужський, Іван Богуцький, Павло Петренко.